# Вера Петрунова
Вера Асенова Петрунова е българска спортистка, тенисистка, лекоатлетка, волейболистка и хандбалистка.

## Биография
Родена е през 1910 г. в семейството на майора от артилерията Асен Петрунов и германката Елизабете. Племенница на полковник Петър Петрунов. Има двама братя – Кирил и Борис, като Кирил Петрунов е първият български знаменосец на летните олимпийски игри в Париж през 1924 г. Вера играе волейбол в отбора на Левски, като става шампионка през 1924 г. Отделно от това се изявява и като лекоатлетка в дисциплините дълъг скок, висок скок, хвърляне на диск и хвърляне на копие. Шампионка на България по тенис на корт от 1934 до 1950 г. (11 титли на сингъл). През 50-те години учи на тенис тогавашния посланик на СССР в България Михаил Бодров. След като му казва, че от него няма да стане тенисист, е въдворена в лагера Белене, където престоява 2 години. Умира през 2002 г.